# 中国营造学社旧址
中国营造学社旧址位于中国四川省宜宾市李庄镇以西约1公里处的坝上村月亮田，是全国重点文物保护单位之一。在中国抗日战争时期，辗转内迁至李庄的中国营造学社于1940年至1946年间租用了此处作为办公和生活用房。中国营造学社旧址原为张家大院，始建于清同治年间，为典型的川南民居建筑。梁思成、林徽因于1944年在此处完成著作《中国建筑史》及《图像中国建筑史》。2002年12月27日公佈為四川省第六批省級文物保護單位。2006年5月25日列為第六批全國重點文物保護單位。